# Ramsayellus seychellensis
Ramsayellus seychellensis är en kvalsterart som först beskrevs av Warburton 1912.  Ramsayellus seychellensis ingår i släktet Ramsayellus och familjen Humerobatidae. Inga underarter finns listade i Catalogue of Life.